# William Gaillard
William Gaillard este Directorul de comunicații al UEFA și consilier principal al președintelui forului, Michel Platini.